# Аполлон-16
«Аполло́н-16» (англ. Apollo 16) — десятый пилотируемый полёт в рамках программы «Аполлон», состоявшийся 16—27 апреля 1972 года. Пятая высадка людей на Луну (21 апреля). Первая посадка в материковом районе Луны, на плоскогорье неподалёку от кратера Декарт. Это была вторая, после «Аполлона-15», Джей-миссия (англ. J-mission) с упором на научные исследования. В распоряжении астронавтов (как и у экипажа предыдущей экспедиции) был лунный автомобиль, «Лунный Ровер № 2».
Посадка на Луну едва не была отменена из-за возникших неполадок в резервной системе управления вектором тяги основного двигателя командно-служебного модуля. После тщательного анализа специалистами на Земле сложившейся ситуации и возможных последствий разрешение на посадку было дано с 6-часовой задержкой.
Командир экипажа Джон Янг и пилот лунного модуля Чарльз Дьюк провели на Луне почти трое суток — 71 час. Они совершили три поездки на «Лунном Ровере», общей протяжённостью 26,9 километра. Три выхода на поверхность Луны продолжались в общей сложности 20 часов 14 минут. Было собрано и доставлено на Землю 95,7 килограмма образцов лунной породы.
В ходе этой экспедиции был установлен рекорд скорости передвижения по Луне на лунном автомобиле — 18 км/ч.

## Экипажи
Состав экипажей был официально объявлен 3 марта 1971 года, сразу после окончания трёхнедельного карантина для возвратившихся на Землю 9 февраля астронавтов «Аполлона-14» и более чем за год до намеченного старта «Аполлона-16».
Основной экипаж
- Джон Янг — командир (4-й космический полёт)
- Томас Маттингли — пилот командного модуля (1-й космический полёт)
- Чарльз Дьюк — пилот лунного модуля (1-й космический полёт)

Джон Янг уже летал к Луне в мае 1969 года в качестве пилота командного модуля «Аполлона-10».

Для Томаса (Кена) Маттингли это был первый полёт в космос. Он готовился к полёту «Аполлона-13» в качестве пилота командного модуля основного экипажа, но за три дня до старта был заменён дублёром из-за опасений, что заболеет краснухой, которую ему мог передать Чарльз Дьюк, бывший дублёром пилота лунного модуля. По иронии судьбы в первый полёт они отправились вместе.
Дублирующий экипаж
- Фред Хейз
- Стюарт Руса
- Эдгар Митчелл

Первоначально в дублирующем экипаже рассматривались Фред Хейз, Уильям Поуг и Джеральд Карр. Однако после отмены трёх запланированных полётов «Аполлона-18, −19 и −20» было решено назначить дублёрами экипаж «Аполлона-14», а Поуга и Карра перевести в программу орбитальной станции «Скайлэб». Оба слетали на станцию в составе 3-й экспедиции.
Экипаж поддержки
- Карл Хенайз
- Энтони Ингленд
- Роберт Овермайер
- Генри Хартсфилд
- Дональд Питерсон[4]

## Позывные кораблей
- Командный модуль — «Каспер»[англ.] — назван в честь героя популярного мультфильма. Этот вариант предложил Кен Маттингли, потому что на телекартинке астронавты на Луне были очень похожи на привидений[5].
- Лунный модуль — «Орион», по названию созвездия. В древнегреческой мифологии — легендарный охотник. Лунный модуль «Аполлон-16» впервые доставил на Луну ультрафиолетовую фотокамеру, которая, как охотник, сделала первые астрономические фотографии с поверхности Луны[5].

## Район посадки
В ходе полёта «Аполлона-16» лунный модуль «Орион» впервые осуществил посадку не в лунном море, а в высокогорном районе, на плато Кэйли (англ. Cayley Plains), примерно в 550 км к юго-востоку от центра лунного диска, севернее древнего кратера Декарт, названного в честь французского математика, философа, физика и физиолога XVII века Рене Декарта. Этот район лежит на 7800—8050 м выше поверхности сферы с радиусом, равным экваториальному радиусу Луны (1738 км), и на 2250 м выше уровня района посадки «Аполлона-11» в Море Спокойствия. Координаты места посадки: 8,97301° ю. ш. 15,49812° в. д.
- Места посадок КК «Аполлон» (отмечены зелёными треугольниками), КА «Луна» (красными) и «Сервейер» (жёлтыми) на карте видимого полушария Луны. «Аполлон-16» — к юго-востоку от центра
- Район посадки «Аполлона-16» (отмечен белой стрелкой левее и ниже центра)
- Район посадки более крупно. Ближе к левому нижнему углу — кратер Южный Луч. Два близко расположенных друг к другу кратера прямо к северу от места посадки — кратеры Кива и Северный Луч

Первоначально в качестве потенциальных районов посадки «Аполлона-16» рассматривались два: кратер Альфонс и район кратера Декарт к западу от Моря Нектара. Оба района интересовали учёных с точки зрения обнаружения лунных пород вулканического происхождения. Однако некоторые геологи предполагали, что кратер Альфонс загрязнён выбросами от метеоритного удара, образовавшего Море Дождей. В районе кратера Декарт интересными представлялись два геологических образования: формация Декарт и формация Кэйли. Фотоснимки, полученные с помощью земных телескопов и снятые на окололунной орбите, давали учёным основание полагать, что обе эти формации имеют вулканическое происхождение, хотя и образованы более вязкой магмой, чем лава, заполняющая лунные моря. Однако по результатам экспедиции «Аполлона-16» эти представления были признаны ошибочными. Считалось также, что возраст формации Кэйли был сопоставим с возрастом метеоритного удара, образовавшего Море Дождей. Обе геологические формации в районе Декарта покрывали 11 % площади видимой стороны Луны, что делало их изучение важным с точки зрения понимания формирования Луны. Наконец, район кратера Декарт был значительно удалён от мест посадок всех предыдущих «Аполлонов», что позволяло расширить сеть геофизических научных приборов, оставленных астронавтами на Луне. В июне 1971 года окончательный выбор был сделан в пользу Декарта. На основании фотоснимков, сделанных астронавтами «Аполлона-14», этот район был признан безопасным для посадки. Конкретное место посадки было выбрано между двумя молодыми ударными кратерами, кратером Северный Луч (англ. North Ray Crater, около 890 м в диаметре) и кратером Южный Луч (англ. South Ray Crater, 680 м в диаметре), — природными скважинами, пробитыми в реголите до подстилающей породы. Кратер Альфонс на время стал главным кандидатом при выборе района посадки «Аполлона-17», но в конечном итоге от его исследования вовсе отказались.

## Перенос старта
В процессе подготовки космического корабля к старту несколько раз возникала необходимость замены отдельных систем и узлов. В середине ноября 1971-го было решено заменить все три основных парашюта командного модуля из-за того, что в августе при посадке «Аполлона-15» один из них не раскрылся. 13 декабря 1971 года связка ракета-носитель Сатурн-5 — «Аполлон-16» была перевезена из здания вертикальной сборки на стартовую площадку 39-А. Однако последующие испытания привели к разрушению одной из тефлоновых камер токсичного топлива для двигателей системы ориентации командного модуля. Поскольку в ходе испытаний использовался гелий, а не реальное топливо, ущерб был не очень велик. Но топливную камеру нужно было заменить, а для этого требовалось снять теплозащиту командного модуля. В это же время, в ходе испытаний, связанных с будущей орбитальной станцией «Скайлэб», были выявлены существенные дефекты, из-за которых не работали пирошнуры. Точно такой же пирошнур был установлен на корабле «Аполлон-16» для разделения лунного и командно-служебного модулей перед возвращением на Землю. Его также необходимо было заменить. В итоге впервые за всё время осуществления программы «Аполлон» было принято решение возвратить ракету-носитель со стартовой площадки в здание вертикальной сборки, а запуск, запланированный на 17 марта 1972 года, отложить. Обратная транспортировка состоялась 27 января 1972-го. Командно-служебный модуль был демонтирован и после всех замен снова водружён на своё место на вершине ракеты. 9 февраля «Аполлон-16» был окончательно установлен на стартовом столе. Следующее после 17 марта «окно» для запуска открывалось 16 апреля, далее — 14 мая.

## Запуск и полёт к Луне
16 апреля 1972 года, в день старта «Аполлона-16», первым в кабину корабля поднялся пилот командного модуля из дублирующего экипажа Стюарт Руса. В его обязанности входила проверка и, при необходимости, установка в нужное положение всех до единого переключателей на главной панели управления. В шпаргалке-инструкции всё, что ему необходимо было проделать, было расписано по 454 пунктам.
Примерно за три часа до старта члены основного экипажа заняли свои места. Командир Джон Янг — в левом кресле, пилот командного модуля Кен Маттингли — в центре, пилот лунного модуля Чарльз Дьюк — справа. Старт «Аполлона-16» с космодрома на мысе Канаверал состоялся 16 апреля 1972 года в 17:54:00 UTC. Среди почётных гостей на космодроме находились: вице-президент США Спиро Агню, король Иордании Хусейн и советский поэт Евгений Евтушенко, первым из известных граждан СССР принявший приглашение присутствовать при старте пилотируемой лунной миссии. В районе мыса Канаверал за стартом наблюдали около полумиллиона человек, телевизионная аудитория составила 38 миллионов. Во время запуска и взлёта наибольшая частота пульса у Янга достигала 108, у Маттингли 115, у Дьюка — 130. Через 11 минут 40 секунд корабль вышел на расчётную околоземную орбиту высотой 162,7 км на 169 км. Далее на протяжении почти двух витков астронавты проверяли основные системы. На ночной стороне планеты они наблюдали грозы и лесные пожары в Африке. Телеграфное агентство Советского Союза сообщило о запуске «Аполлона-16» через 22 минуты. По оценке агентства United Press International, это, по советским стандартам, было очень оперативно.
Через 2 часа 33 минуты после старта был включён двигатель третьей ступени. Он отработал почти 6 минут, 341,9 секунды. «Аполлон-16» перешёл на траекторию полёта к Луне. Скорость корабля в этот момент составила 36 360 км/ч. Ещё через 25 минут астронавты начали перестроение отсеков — манёвр, когда командно-служебный модуль отходит от третьей ступени, в верхней части которой находится лунный модуль, разворачивается в автоматическом режиме на 180°, стыкуется с лунным модулем и затем вытаскивает его из третьей ступени. По завершении разворота командно-служебный модуль находился примерно в 15 метрах от лунного модуля. Неожиданно для себя астронавты увидели вокруг третьей ступени и лунного модуля довольно плотное облако мельчайшего мусора. Для сближения на 4 секунды были включены двигатели системы ориентации служебного модуля. Но этого оказалось недостаточно. Потребовались ещё два очень коротких дополнительных включения, менее одной секунды каждое.
- Старт «Аполлона-16»
- Вид Земли с орбиты до перехода «Аполлона-16» на траекторию полёта к Луне
- Снимок Земли, сделанный во время полёта «Аполлона-16» к Луне. Видно западное полушарие. Бо́льшая часть территории США свободна от облаков

Во время отхода от третьей ступени и разворота астронавтам не было слышно работы двигателей системы ориентации служебного модуля. Однако, когда расстояние между модулями сократилось до трёх метров, звук реактивных струй, ударяющих по обшивке лунного модуля, стал отчётливым. Астронавты увидели в иллюминатор летящие крупные хлопья и поток частиц коричневого цвета. Это разрушалась краска на кремнийорганической основе, которая была дополнительным средством теплоизоляции лунного модуля на случай, если корабль был бы запущен на сутки позже, и, соответственно, Солнце стояло бы на Луне выше над горизонтом. После стыковки на обшивке верхней части взлётной ступени лунного модуля были видны следы облетевшей краски. Кусочки и мелкие частицы краски окружали корабль вплоть до момента расстыковки на лунной орбите.
Под листом теплоизоляционной алюминиевой фольги толщиной 0,1 мм, от которого отшелушивалась краска, располагались два бака системы ориентации лунного модуля (с окислителем и гелием), а также бак с водой. В ЦУПе в Хьюстоне решили удостовериться, что разрушение краски не вызвано протечками этих баков. Примерно через час после того, как экипаж доложил о проблеме с частицами мусора, он получил инструкцию перейти в лунный модуль для его первичного осмотра. Джон Янг и Чарльз Дьюк открыли переходной туннель и перешли в «Орион». Все системы корабля работали нормально. Никаких утечек в системах основного двигателя или двигателей системы ориентации не было. Через несколько минут астронавты вернулись в командный модуль.
На второй день полёта, после подъёма экипажа, «Аполлон-16» находился на расстоянии около 182 000 км от Земли. Астронавты провели эксперимент по электрофорезу полистирола. Его целью была оценка возможностей производства в будущем на долговременных орбитальных станциях высокоочищенных вакцин и лекарственных препаратов. Затем с помощью 2-секундного включения основного двигателя была проведена коррекция траектории полёта. В результате скорость корабля увеличилась на 3,84 м/с. В этот же день Янг и Дьюк снова перешли в лунный модуль для уборки корабля и проверки систем связи. Внутри «Ориона» было чисто, если не считать пары маленьких винтиков, которые проплыли мимо астронавтов и были ими немедленно собраны.
В начале третьего дня полёта «Аполлон-16» находился на расстоянии 291 000 км от Земли. Вскоре после подъёма Янг, Маттингли и Дьюк провели первый из двух запланированных экспериментов по наблюдению визуальных вспышек (фосфенов). Он продолжался 66 минут (такой же эксперимент в предыдущем полёте проводил экипаж «Аполлона-15»). Во время эксперимента Чарльз Дьюк надевал специальный шлем с нанесённой на стекло в районе глаз специальной чувствительной эмульсией для прямого измерения космических лучей, вызывающих визуальные вспышки. У Джона Янга глаза были закрыты повязкой, Кен Маттингли фиксировал результаты. Изначально предполагалось, что именно он будет в шлеме в течение всего эксперимента, но, по непонятной причине, он не видел ни одной вспышки. Маттингли стал единственным астронавтом после «Аполлона-11», который не наблюдал вспышек. Всего за 66 минут Янг и Дьюк отметили 70 вспышек. Командир наблюдал в среднем одну каждые 3,6 минуты, а пилот Лунного Модуля — одну каждые 1,3 минуты.
Позже Джон Янг и Чарли Дьюк в третий раз перешли в лунный модуль, подключили систему электропитания и проверили все системы. Всё функционировало нормально. Затем астронавты вернулись в командный модуль, надели скафандры без шлемов и перчаток и снова перешли в «Орион», отрепетировав последовательность своих действий в день посадки. Дьюк доложил в Хьюстон, что ему с трудом, и то с помощью Янга, удалось застегнуть молнии своего скафандра. Ощущения, по его словам, были такими, словно скафандр стал теснее, а сам он вырос на несколько сантиметров. Дьюк попросил разрешения немного ослабить шнуровку на ногах скафандра, увеличив их длину. Ответить на это ему пообещали на следующий день. В самом конце этого рабочего дня, в 59 часов 19 минут 45 секунд полётного времени, «Аполлон-16» пересёк воображаемую черту, за которой гравитационное воздействие Луны на него стало больше земного. В этот момент корабль находился на расстоянии 330 902 км от Земли, до Луны оставалось 62 636 км. Его скорость, которая к этому времени упала до 880 м/с, снова начала увеличиваться. В ЦУПе в Хьюстоне все полётные данные были переведены в значения относительно Луны, а не Земли, как было до этого.

## Выход на орбиту Луны
В начале четвёртого дня полёта экипаж начал подготовку к включению основного двигателя, которое должно было вывести корабль на окололунную орбиту. На расстоянии 20 635 км от Луны была сброшена крышка-дверь, закрывавшая модуль научных приборов (англ. Scientific Instrument Module, SIM). На 75-м часу полёта «Аполлон-16» скрылся за западным краем лунного диска, связь с кораблём была на время потеряна. В 74 часа 28 минут 27 секунд полётного времени над обратной стороной Луны был включён основной двигатель командно-служебного модуля. Он отработал 6 минут 15,1 секунды. Скорость корабля уменьшилась на 854,6 м/с, он вышел на эллиптическую окололунную орбиту с апоселением 315,6 км и периселением 108 км. Вскоре после этого в Луну врезалась третья ступень (S-IVB) «Аполлон-16». Астронавты не видели этого, район падения находился от них за горизонтом, но удар был зафиксирован сейсмографами, оставленными на Луне предыдущими экспедициями. В ЦУПе в Хьюстоне было объявлено, что Джон Янг стал первым человеком, которому дважды довелось летать по окололунной орбите (до него первым человеком, дважды слетавшим к Луне [на «Аполлоне-8» и «Аполлоне-13»], стал Джеймс Ловелл, но «Аполлон-13» из-за аварии не выходил на орбиту, а только облетел Луну).
В конце второго витка, также над обратной стороной Луны, астронавты осуществили манёвр изменения параметров орбиты. С помощью включения основного двигателя на 24,2 секунды корабль был переведён на орбиту снижения с апоселением 109 км и периселением 19,8 км. Позже Хьюстон посоветовал астронавтам ничего не делать со скафандром Дьюка, если только во время надевания не возникнут действительно серьёзные проблемы, и в ответ на вопрос Янга рекомендовал не использовать пассатижи для застёгивания молний. На 4-м витке у экипажа начался 9-часовой период отдыха.

## Ожидание посадки
Утром пятого дня полёта ЦУП в Хьюстоне рекомендовал экипажу попить апельсинового сока из-за слегка пониженного уровня калия в организмах астронавтов и поесть поплотнее, потому что день обещал стать напряжённым. После завтрака, на 10-м витке, астронавты надели скафандры, Янг и Дьюк перешли в лунный модуль и начали готовить его к отстыковке и посадке. Они опережали полётный план на 40 минут. Опоры посадочной ступени лунного модуля были приведены в рабочее состояние (до этого они были сложены). При проверке систем связи лунного модуля возникла проблема. Управляемая (поворачиваемая) коротковолновая антенна высокого усиления не поворачивалась вокруг вертикальной оси, то есть не работала в режиме рыскания. Астронавты слышали ЦУП хорошо, но в Хьюстоне принимали слабый радиосигнал и с большими помехами. В результате оказалось невозможным передать навигационные данные по радио и напрямую закачать их в компьютер «Ориона». Оператору связи в Хьюстоне пришлось диктовать длинный ряд цифр, а астронавтам записывать их и вручную вводить в компьютер (во время посадки должны были быть доступны большие антенны станции дальней космической связи в Голдстоуне в Калифорнии, что давало возможность использовать ненаправленные антенны лунного модуля). Далее тестирование системы ориентации лунного модуля, состоявшей из двух дублировавших друг друга контуров, выявило опасное повышение давления в одном из них. Имея в виду обе проблемы, Янг заметил, что это худший переплёт из всех, в которые он попадал. По совету с Земли астронавты понизили давление, перекачав часть топлива в топливный бак взлётной ступени, и затем успешно произвели пробное включение двигателей системы ориентации. Перед тем, как ещё состыкованные «Каспер» и «Орион» скрылись за лунным диском, завершая 11-й виток, астронавтам было дано разрешение на расстыковку. Тем временем у Чарльза Дьюка начал подтекать клапан трубочки, соединённой с ёмкостью с жидкостью для питья. Она крепилась изнутри к шейному кольцу скафандра и на этот раз была наполнена апельсиновым соком. Дьюк не мог дотянуться и слизнуть капельки языком и был вынужден наблюдать, как они летают перед глазами, садятся на нос, загрязняют стекло гермошлема. Постепенно в соке вымокли волосы астронавта. Расстыковка состоялась в начале 12-го витка, в 96 часов 13 минут 31 секунду полётного времени. После этого Янг и Дьюк сняли гермошлемы и перчатки.
- Командно-служебный модуль «Каспер» вскоре после расстыковки на фоне лунной поверхности
- Лунный модуль «Орион» после расстыковки
- «Каспер» и Земля над лунным горизонтом, снятые из «Ориона»
- «Орион» в ожидании посадки. В левом нижнем углу — поверхность Луны

На 12-м витке, во время пролёта над видимой стороной Луны Маттингли готовил командно-служебный модуль «Каспер» к переводу на круговую орбиту с помощью включения основного двигателя, а Янг и Дьюк на борту «Ориона» продолжили подготовку к посадке, которая должна была состояться на следующем, 13-м витке. Однако, когда корабли в очередной раз показались из-за восточного края диска Луны и вошли в зону радиовидимости, астронавты доложили, что двигатель «Каспера» не был включён. Маттингли сообщил о неполадках в резервной системе управления отклонением основного двигателя на кардане (системе управления вектором тяги). Включение электромоторов кардана резервной системы приводило к сильной вибрации всего корабля. При этом стрелка одного из индикаторов колебалась. Это означало, что двигатель не зафиксировался в карданном подвесе и качается относительно оси рыскания. Всего за неделю до старта «Аполлона-16» полётные правила были изменены. Теперь они гласили, что для включения маршевого двигателя должны быть исправны обе системы управления, и основная, и резервная. Посадка была отложена и вообще оказалась под вопросом. До тех пор, пока лунный модуль ещё не сел на Луну и не израсходовал топливо, он мог сыграть роль спасательной шлюпки, как было с «Аполлоном-13». После посадки, в случае отказа маршевого двигателя командно-служебного модуля, возвращение на Землю стало бы невозможным. У Центра управления полётами в запасе было пять витков (10 часов) для принятия решения о возможности посадки или о немедленном возвращении на Землю (после пяти витков плоскости орбит кораблей сместились бы слишком далеко в сторону от запланированного района прилунения). Кораблям, уже удалившимся более чем на 2 км друг от друга, был отдан приказ снова сблизиться до расстояния 150 м и продолжать полёт строем. Десятки специалистов в ЦУПе, а также на заводе корпорации North American Rockwell в Дауни (Калифорния), где производились командно-служебные модули, и в Массачусетском технологическом институте занялись поиском выхода из критической ситуации. Проведённые на Земле испытания на аналогичных двигательных установках, их анализ и расчёты показали, что, скорее всего, произошёл обрыв электрической цепи в контуре обратной связи системы управления сервоприводами отклонения двигателя на кардане. В результате был сделан вывод, что основной двигатель «Каспера» можно использовать, а посадку не отменять. К большому облегчению всего экипажа, управляемый спуск решено было начать на 16-м витке, на 5 часов 42 минуты позже, чем было по плану. Из-за этой задержки торможение и спуск с орбиты должны были начаться на самой большой высоте по сравнению со всеми предшествовавшими миссиями — 20,1 км — и в точке, лежащей на 4,8 км южнее первоначально запланированной трассы орбиты. Это означало, что на зависание у поверхности Луны на завершающей стадии посадки останется меньше времени, поскольку дополнительное топливо придётся потратить на отрезке торможения для перемещения «Ориона» к северу. К тому же во время ожидания разрешения на посадку в топливных баках лунного модуля вновь до опасного предела возросло давление, и Янгу и Дьюку пришлось включать двигатели системы ориентации, чтобы его понизить, израсходовав немного топлива.
На 15-м витке Кен Маттингли снова отвёл «Каспер» от «Ориона» и вскоре после этого, на 5 секунд включив маршевый двигатель, совершил необходимый манёвр и перевёл корабль на более высокую орбиту 98 км на 125,6 км.

## Посадка
Незадолго до начала управляемого спуска с орбиты Джон Янг и Чарльз Дьюк, по совету ЦУПа, повернули лунный модуль на 20° вправо в плоскости рыскания (вокруг вертикальной оси), чтобы ненаправленная антенна «Ориона» смотрела на Землю. Это улучшило качество радиосигнала и позволило автоматически обновить навигационные данные в бортовом компьютере корабля. Двигатель посадочной ступени лунного модуля был включён в 104 часа 17 минут 25 секунд полётного времени. На высоте около 15 000 м посадочный радар «Ориона» захватил лунную поверхность. На высоте около 6000 м Джон Янг, вытянув шею, смог разглядеть детали поверхности вблизи запланированного района посадки: западный склон горы Стоун Маунтин (англ. Stone Mountain) и кратер Южный Луч (англ. South Ray Crater). Было очевидно, что лунный модуль почти идеально нацелен внутрь посадочного эллипса. С высоты примерно 4000 м Янгу был виден уже весь район посадки. После поворота «Ориона» по тангажу вперёд, в вертикальное положение на высоте 2200 м стало ясно, что без дополнительных коррекций траектории лунный модуль сядет примерно на 600 м севернее и 400 м западнее выбранной заранее точки посадки. Начиная с высоты 1200 м, Янг с помощью рукоятки манипулятора сделал в общей сложности 10 коррекций курса. Дьюк, на мгновение отвлёкшись от приборов и осмотрев окрестности кратера Северный Луч (командиру они не были видны), сказал Янгу, что, похоже, они смогут до него доехать, там не очень много больших камней. На высоте около 140 метров Дьюк в свой правый иллюминатор первым увидел тень от «Ориона». Когда до лунной поверхности оставалось около 90 метров, Янг перешёл на ручное управление, вскоре повернул корабль вправо и тоже увидел тень. Это позволило лучше оценивать расстояние до поверхности, скорость снижения и размеры кратеров. С этого момента командир смотрел только в иллюминатор, а Дьюк диктовал показания приборов. Янг поддерживал очень медленное перемещение лунного модуля вперёд и гасил вертикальную скорость. Она быстро была уменьшена с 3,35 м/с до 1,5 м/с. Первые следы пыли появились на высоте около 25 м. Дальше её становилось всё больше, но, несмотря на это, кратеры и валуны на поверхности были всё равно видны. Перед самой посадкой Янгу пришлось облететь небольшой кратер диаметром 30 м. На высоте около 6 м он перевёл «Орион» в режим зависания и переместил его вперёд и вправо, после чего выровнял и начал сажать. Двигатель был выключен примерно через 1 секунду после сигнала «контакт». Около метра лунный модуль падал со скоростью примерно 0,5 м/с. В 104 часа 29 минут 35 секунд полётного времени (02:23:35 UTC 21 апреля) он встал на грунт с наклоном 2,5° назад в 210 м к северу и в 60 м к западу от расчётной точки. Янг доложил в ЦУП: «Нам не придётся далеко ходить за камнями, Хьюстон, мы среди них». «Орион» оказался на ровной площадке. Если бы он сел со смещением на 25 м в любую сторону от этого места, он оказался бы на склоне крутизной 10°. Задняя опора посадочной ступени лунного модуля встала всего в трёх метрах от кромки кратера, который астронавты перелетели.

## После посадки
Сразу после посадки астронавты привели взлётную ступень «Ориона» в полную готовность к экстренному взлёту с Луны на случай, если лунный модуль получил какие-либо повреждения. Специалисты в Хьюстоне тем временем проверяли поступавшую от всех систем телеметрическую информацию. Окончательное разрешение остаться на Луне ЦУП дал примерно через 13 минут после посадки. Затем были приняты меры по снижению потребления электроэнергии. Шестичасовое опоздание с посадкой привело к расходованию дополнительных 200 ампер-часов (суммарная ёмкость пяти батарей электропитания посадочной ступени лунного модуля составляла около 2025 ампер-часов). Были отключены: неисправная антенна высокого усиления, дисплей компьютера и таймер полётного времени. У астронавтов остались только наручные часы, которые показывали Центральноамериканское время (местное время Хьюстона), но не полётное время, по которому был расписан весь полётный план.

- Часть панорамы, снятой из кабины «Ориона» вскоре после посадки. На этом снимке, сделанном через левый иллюминатор, — гора Стоун Маунтин (на переднем плане — сопло двигателя системы ориентации)
- Местность правее горы Стоун Маунтин. Светлая полоса в центре — выброс породы от метеоритного удара вокруг кратера Южный Луч
- Вид из правого иллюминатора, открывавшийся Чарли Дьюку
- Часть 15-метрового кратера, который Янгу пришлось перелететь перед посадкой

Задержка с посадкой потребовала корректировки планов и графика миссии. ЦУП сообщил Янгу и Дьюку, что вместо выхода на поверхность, который планировался сразу после прилунения, им надлежит готовиться ко сну. Для астронавтов это не стало неожиданностью. Они сами первыми предложили такой вариант, когда ещё находились на орбите в ожидании (правда, тогда они были почти уверены, что посадку вообще отменят, а полёт прервут). Что касается первой прогулки, то больших изменений Хьюстон не планировал. Из-за режима энергосбережения решено было только не включать телекамеру лунного модуля, когда астронавты будут спускаться на поверхность и выгружать «Лунный Ровер». Трансляция должна была начаться после того, как будут развёрнуты антенны и включена телекамера луномобиля. В оставшееся до сна время Янг и Дьюк, сняв скафандры, давали специалистам в Хьюстоне подробные геологические описания окружавшей их местности, после чего поужинали и улеглись в свои гамаки — командир вверху, головой к задней стенке кабины, пилот ниже, перпендикулярно Янгу, головой к правой стенке. Оба астронавта находились в состоянии сильного эмоционального возбуждения. Чтобы заснуть, Дьюку пришлось принимать снотворное.

## Первый день на Луне

### Выход на поверхность
На шестой день миссии после завтрака Янг и Дьюк начали подготовку к первому выходу на поверхность. Хьюстон попросил Дьюка промыть гермошлем водой от остатков апельсинового сока и как следует его вытереть, прежде чем нанести на стекло средство от запотевания. По поводу этой просьбы Янг, размышляя вслух и забыв, что микрофон включён, сказал: «Кретины, мы могли это сделать вчера!» (англ. We could've done it last night, you assholes!). Оператор связи сразу же напомнил ему о включённом микрофоне. Затем Дьюк вновь испытал затруднения с надеванием скафандра. Он никак не мог застегнуть молнию. Проблему удалось решить только с помощью Янга. Дьюку пришлось также прочищать и продувать свои микрофоны от накопившегося в них апельсинового сока, иначе в ЦУПе его плохо слышали.
Проверив герметичность скафандров, астронавты начали разгерметизацию кабины. Чтобы следить за временем, прошедшим от начала 1-й внекорабельной деятельности (ВКД), Янг и Дьюк одновременно включили таймеры своих наручных часов Omega Speedmaster Professional. Джон Янг открыл люк, выбрался на площадку над лестницей и выбросил мешок с мусором. Дьюк включил 16-мм кинокамеру в кабине лунного модуля, Янг с помощью троса с крючком опустил на лунную поверхность чемоданчик с фотокамерами и начал спускаться по лестнице. Шагнув с тарелки опоры «Ориона» в лунную пыль, он сказал:

А вот и ты, загадочный и неизвестный Декарт. Горные равнины. Аполлон-16 изменит представления о тебе. Я очень рад, что Братца Кролика бросили сюда, в его родной терновый куст
Оригинальный текст (англ.)There you are: Mysterious and Unknown Descartes. Highland plains. Apollo 16 is gonna change your image. I'm sure glad they got ol' Brer Rabbit, here, back in the briar patch where he belongs. 

Янг убрал мешок с мусором под сопло двигателя посадочной ступени, нагнулся и подобрал лунный камешек, чтобы проверить, насколько легко это у него получится. Затем он осмотрел опоры лунного модуля и доложил в Хьюстон, что все три щупа сломаны ровно, то есть «Орион» садился строго вертикально в последние секунды посадки. Вскоре по лестнице стал спускаться и Дьюк. Он отметил, что Янг едва не посадил лунный модуль на большой, 50 см в поперечнике, камень, который лежал рядом с одной из опор. Янг порекомендовал ему лучше полюбоваться на «дыру», 25-метровый кратер сразу позади «Ориона», в который они едва не угодили. Сделав первый шаг и обращаясь к оператору связи в ЦУПе, Дьюк произнёс: «Фантастически! О, этот первый шаг на лунной поверхности восхитителен, Тони! Мы оставляем следы около 1 см глубиной, не поднимая много пыли». Дьюк стал десятым и самым молодым человеком, ступившим на Луну. На тот момент ему было 36.

### Выгрузка «Ровера»
Первоочередной задачей астронавтов была выгрузка «Лунного Ровера». Всё прошло нормально, но пробная поездка показала, что стрелки индикаторов ампер-часов и напряжения батареи № 2 лежали на нуле и не работал рулевой привод задних колёс. На послеполётном опросе Янг говорил, что заднее рулевое управление его не очень беспокоило. Он его и не планировал использовать. А если бы из строя вышли и переднее, и заднее рулевое управление, план был таким: ехать по прямой пока это возможно, а потом менять направление, вручную поворачивая «Ровер». И так столько раз, сколько потребуется. Всё равно это было лучше, чем идти пешком. Затем Янг выгрузил и установил в тени лунного модуля ультрафиолетовую фотокамеру/спектрометр, а также разместил в тарелке опоры «Ориона» детектор космических лучей. Дьюк поставил на «Лунный Ровер» лунный передатчик информации (англ. Lunar Communications Relay Unit — LCRU), устройство управления телевизионной камерой по командам с Земли, саму телекамеру и две антенны. Качество радиосвязи с астронавтами сразу улучшилось, и вскоре на Земле получили телевизионную картинку с Луны.
Далее Джон Янг собрал и установил флаг США, а Чарльз Дьюк тем временем выгрузил из лунного модуля комплект научных приборов ALSEP (англ. Apollo Lunar Surface Experiments Package). Выгрузив, он запустил вдаль ручки для переноски двух пакетов ALSEP, сообщив в Хьюстон, что он теперь будет выступать на Олимпийских играх в метании молота, потому что ручки улетели метров на 200, образовав при падении кратеры. У Янга, когда он расправлял флаг, разъединились верхняя и нижняя секции флагштока, и флаг чуть не упал. На послеполётном опросе астронавт говорил, что телекамера «Ровера» была нацелена на него, и он очень боялся извалять флаг в лунной пыли и, не дай бог, наступить на него. В итоге он установил флаг рядом с большим камнем. Дьюк поспешил к нему, чтобы запечатлеть всё на фото. Он попросил Янга показать, как отдают большое военно-морское воинское приветствие. Янг дважды высоко прыгнул и отсалютовал флагу в прыжке. Первый раз он выпрыгнул на 42 см вверх, второй раз — на 34 см. Потом астронавты поменялись местами. «Я бы хотел увидеть воинское приветствие военно-воздушных сил, Чарли, но я не думаю, что там это делают», — сказал Янг. Дьюк ответил: «Да, сэр, мы делаем». И, в свою очередь, отсалютовал флагу, но стоя на месте. Янг тоже сделал два снимка.
- Посадочная ступень «Ориона» на краю 15-метрового кратера. Низкое закатное Солнце светит с запада (слева). Снимок сделан КА Lunar Reconnaissance Orbiter в июле 2009 года
- Лунный модуль «Орион» и «Лунный Ровер». За «Ровером», в отдалении виден Джон Янг
- Джон Янг салютует флагу США в прыжке. Чарли Дьюк его фотографирует. Снято телекамерой «Лунного Ровера»
- Джон Янг салютует флагу. Снято Дьюком. На заднем плане — гора Стоун Маунтин

### Установка научных приборов ALSEP
Далее по плану нужно было установить приборы комплекта ALSEP. Для транспортировки они были упакованы в два пакета, похожих на коробки. Янг соединил их специальной перекладиной для удобства переноски, а Дьюку предстояло всё это отнести примерно на 100 метров к западу от лунного модуля. Во время переноски частота пульса у Дьюка достигла 160 ударов в минуту. Когда он прошёл всего около 20 метров, правый пакет сорвался с перекладины, упал в лунную пыль и скатился в неглубокий кратер. Дьюк качнулся влево, чтобы сохранить равновесие и удержать вторую коробку. Он отряхнул упавший пакет от пыли и снова закрепил на перекладине. Позднее он признавался, что в тот момент думал, что разбил все приборы. Но, как оказалось, ничего не сломалось. Единственная относительно ровная площадка нашлась примерно в 90 метрах к юго-западу от «Ориона». Когда Янг снова включил «Ровер», чтобы поехать к Дьюку, на место размещения приборов ALSEP, индикаторы батареи № 2 и рулевой привод задних колёс неожиданно заработали.
Комплект ALSEP «Аполлон-16» состоял из приборов для четырёх экспериментов: прибора для изучения тепловых потоков в лунном грунте, магнитометра, пассивного сейсмометра и оборудования для активного сейсмического эксперимента. Пока Янг устанавливал пассивный сейсмометр, Дьюк дрелью пробурил в грунте два глубоких отверстия и разместил прибор для изучения тепловых потоков. Учёные на Земле очень ждали результатов работы этого прибора. В предыдущей экспедиции «Аполлон-15» Дэвид Скотт из-за неудачного дизайна свёрл не смог пробурить отверстия для такого же прибора на необходимую глубину. Температуры грунта в месте посадки «Аполлон-15» оказались больше, чем ожидали специалисты. Нужен был ещё один прибор для сравнения. Когда Янг начал размещать миномёт для активного сейсмического эксперимента, он случайно задел ногой один из кабелей и оборвал его у самого основания. Прибор для изучения тепловых потоков в лунном грунте вышел из строя.
- Дьюк салютует флагу
- Ультрафиолетовый, позолоченный телескоп UVC в тени посадочного модуля. За ним — Чарли Дьюк
- Дьюк переносит приборы ALSEP к месту установки и роняет правый пакет. На переднем плане Янг работает с ультрафиолетовой камерой

Далее Дьюк приступил к бурению отверстия для забора глубокой пробы грунта. Ему нужно было пробурить на глубину четырёх секций пробы, каждая из которых имела длину 60 см. Дьюк пробурил на глубину 2 м 24 см и затем извлёк глубокую пробу с помощью специального домкрата, который был разработан с учётом уроков миссии «Аполлон-15». Янг тем временем установил магнитометр, сориентировал и активировал центральную станцию ALSEP. Затем оба астронавта протянули кабель с тремя геофонами для активного сейсмического эксперимента. Первый геофон был установлен на расстоянии 3,5 м от центральной станции, второй на 45 м дальше, и третий ещё через 45 м. Кабель нужно было уложить строго по прямой линии. Поэтому Янг заранее, ещё до размещения других приборов ALSEP, проехал на «Ровере» 100 метров по прямой. Кабель уложили параллельно следам луномобиля.
- «Лунный Ровер» у места размещения научных приборов ALSEP. Справа в центре — дрель. Слева — контейнер со свёрлами
- Джон Янг с пакетом для образцов грунта у приборов ALSEP. Справа от него — дрель, прибор для изучения тепловых потоков в грунте, радиоизотопный термоэлектрический генератор (чёрного цвета) и на самом краю снимка — центральная станция ALSEP. Слева — подставка со свёрлами для дрели, а за ней — магнитометр
- Центральная станция ALSEP и оборванный у самого основания кабель прибора для изучения тепловых потоков в лунном грунте
- На переднем плане — миномёт для активного сейсмического эксперимента

Затем Янг, продвигаясь вдоль кабеля, по очереди, примерно через каждые 4,5 м, подорвал 19 небольших зарядов из 21, которые состояли из стандартных взрывателей, использовавшихся в «Аполлонах» (два не были подорваны специально по просьбе из ЦУПа). Эти заряды располагались на специальной плате на конце длинной трости, которая называлась «колотушка» (англ. thumper). Перед каждым подрывом оба астронавта на 10 секунд замирали неподвижно, чтобы затухли колебания грунта от их шагов. 23 мая 1972 года, почти через месяц после того, как астронавты уже покинут Луну, из миномёта, по команде с Земли, будут выпущены три из четырёх гранат. Последней, четвёртой гранатой предполагалось выстрелить дальше всего, на 1500 м. Но от этого отказались, поскольку миномёт либо слишком сильно накренился, либо вышел из строя датчик его наклона (Янг при развёртывании установил миномёт на три опоры из четырёх, последняя не раскрылась). Этот эксперимент даст учёным информацию о подповерхностной структуре реголита и о скорости распространения звука в нём.
- Протянутый геофонный кабель. В самом центре снимка виден Джон Янг на дальнем конце кабеля (верхняя часть туловища, нижняя скрыта неровностью рельефа). На переднем плане ненужные детали упаковки приборов ALSEP
- Магнитометр. В правой части снимка виден Джон Янг вдали, у геофонного кабеля
- Магнитометр, на заднем плане — центральная станция ALSEP и радиоизотопный термоэлектрический генератор. Джон Янг делает подрыв последнего заряда
- Детектор космических лучей на опоре лунного модуля

После установки всех научных приборов Янг и Дьюк собрали здесь же несколько геологических образцов.

#### Лунная ультрафиолетовая обсерватория
Ультрафиолетовые наблюдения звёздного неба были выполнены на поверхности Луны в апреле 1972 года астронавтами экспедиции «Аполлон-16». Для них использовался 22-килограммовый инструмент под названием UVC (Far Ultraviolet Camera/Spectrograph). Он представлял собой позолоченный трехдюймовый телескоп с подсоединенной к нему фотокамерой, с полем зрения 20 градусов. Во избежание перегрева UVC разместили в тени, отбрасываемой лунным модулем.

### Первая поездка на «Ровере»
Примерно через четыре часа после начала первого выхода на поверхность Луны астронавты отправились в первую поездку на «Ровере». Им предстояло ехать прямо на запад (в противоположную от солнца сторону), к кратеру Плам (англ. Plum) диаметром около 40 метров, расположенному на кромке кратера Флэг (англ. Flag), 290 метров в поперечнике. На послеполётном опросе Янг рассказывал, что ехать на запад, по солнцу, было очень сложно. Все детали рельефа в этом направлении были размыты. Большие камни и валуны были видны, но кратеры и ступеньки совершенно неразличимы. И он боялся ехать быстрее 4—5 км/ч.
- Карта трёх поездок Янга и Дьюка
- Янг ногами разгрёб поверхностный слой серого реголита, под которым виден белый грунт
- Янг готовится молотком отколоть кусок от валуна на краю кратера Плам
- Чарли Дьюк у кратера Плам

До первой геологической остановки (англ. Station 1) у кратера Плам Янг и Дьюк проехали ровно 2 км, по прямой до лунного модуля от того места было 1,4 км. Пока астронавты собирали образцы лунного грунта, в Хьюстоне заметили, что Дьюк расходует воду, предназначенную для охлаждения скафандра гораздо быстрее, чем Янг. И хотя он сказал, что система охлаждения работает отлично, ему посоветовали переключить ранец портативной системы жизнеобеспечения с основного водяного бака на дополнительный (всего за время первого выхода на поверхность Луны Дьюк израсходует 5,27 л воды, к концу 1-й ВКД у него в ранце останется всего 0,19 литра. Янг израсходует 4,12 литра. В последующих ВКД расход воды у Дьюка будет постепенно уменьшаться). Работая у кратера Плам, Дьюк заметил, что под тонким слоем серого реголита, глубже 1 см, лежит грунт белого цвета. Он прокопал несколько небольших канавок, и астронавты собрали несколько пакетов белого грунта. Янг молотком отколол кусок от большого валуна, и под занавес работы в этом месте Хьюстон попросил астронавтов подобрать большой камень, лежавший недалеко от «Ровера». Янг и Дьюк предупредили ЦУП, что камень имеет размеры футбольного мяча и потянет не менее чем на 9 кг, но получили подтверждение забрать его с собой. Его подобрал Чарли Дьюк, закатив одной рукой по правой ноге. Позднее эта брекчия была названа «Большой Мюли» в честь главного геолога-исследователя миссии Билла Мюльбергера. «Большой Мюли», массой 11,7 кг (размеры 28 х 18 х 16 см), превзошёл «Великого Скотта» (9,6 кг), подобранного командиром «Аполлона-15» Дэвидом Скоттом на краю каньона Хэдли Рилл, и «Большую Берту» (9,0 кг), привезённую экипажем «Аполлона-14». Он стал самым массивным камнем из всех, доставленных с Луны «Аполлонами» (самым большим образцом, добытым астронавтами «Аполлона-17», стал камень массой 8,1 кг).
- «Большой Мюли» в Лунной приёмной лаборатории на Земле. Условия освещения приближены к лунным
- Район первой поездки Янга и Дьюка, снятый с орбиты картографирующей камерой командно-служебного модуля. Слева — кратер Флэг и кратер Плам на его юго-восточной кромке. Правее — кратер Хафвей (англ. Halfway), ещё правее — кратер Buster. В центре — кратер Спук. Справа — лунный модуль (LM)
- Кратер Buster (90 м в диаметре)
- Командир экипажа Джон Янг передвигается на лунном автомобиле

От кратера Плам астронавты поехали назад. Они уже отставали от графика на 24 минуты. Поэтому следующую остановку (англ. Station 2) у кратера Спук (англ. Spook), учитывая проблему с потреблением воды у Дьюка, решено было сократить. Ехать обратно против слепящего солнца было тоже сложно, хотя кратеры были видны гораздо лучше. Янг ехал по следам «Ровера», и на отдельных участках скорость достигала 11 км/ч. Вскоре они остановились посередине между кратерами англ. Buster и Спук. Всего они проехали 2,8 км, до лунного модуля по прямой оставалось 0,8 км. Дьюк снял на фото несколько панорам и в одиночку собрал несколько образцов камней и грунта, а Янг сделал замеры с помощью портативного магнитометра.
После возвращения к лунному модулю, недалеко от места размещения приборов ALSEP, астронавты по плану устроили так называемый гран-при. Янг совершил демонстрационную поездку на «Ровере», выполняя заранее оговорённые на Земле манёвры, а Дьюк заснял всё это на 16-мм кинокамеру (в предыдущей экспедиции «Аполлона-15» из-за поломки кинокамеры Скотт и Ирвин не смогли выполнить этот пункт программы). Первый дубль получился продолжительностью 1 минута 5 секунд. Астронавты сняли ещё один такой же дубль. Собрав секции глубокой пробы грунта, Дьюк пешком вернулся к лунному модулю, упаковал секции в контейнер и разместил экран ловушки солнечного ветра. Янг тем временем поставил миномёт на боевой взвод. Астронавты, насколько это было возможно, почистили друг друга щёткой от лунной пыли и загрузили в кабину лунного модуля контейнер с собранными геологическими образцами, секции глубокой пробы грунта, чемоданчик с фотокамерами и отснятой плёнкой. «Большой Мюли», не поместившийся в контейнер, решено было пока оставить снаружи. Первым в кабину «Ориона» поднялся Дьюк, за ним — Янг. Первая ВКД продолжалась 7 часов 11 минут 2 секунды. Астронавты проехали на «Ровере» 4,2 км. Луномобиль находился в движении в общей сложности 43 минуты и стоял на всех остановках (включая район ALSEP) 3 часа 39 минут. Было собрано 29,9 кг образцов лунного грунта.

### После ВКД
Несмотря на старания астронавтов, они всё равно занесли на скафандрах в кабину очень много лунной «грязи», которая пахла, как порох. У Дьюка очень болели пальцы рук (из-за постоянного сопротивления давлению в скафандре), он даже попросил Янга помочь снять перчатки. А Янгу очень хотелось пить. За весь выход на поверхность Луны он, в отличие от Дьюка, не смог сделать ни одного глотка воды, ёмкость с нею сместилась далеко влево на шейном кольце, и он не мог достать губами до трубочки. Астронавты заправили ранцы портативной системы жизнеобеспечения водой и кислородом и ответили на вопросы специалистов, большая часть которых касалась геологической специфики района прилунения. После этого у Янга не отключился микрофон (видимо, залипла кнопка отключения), и на Земле услышали, как он жалуется Дьюку, что постоянно пукает, потому что и за 20 лет не употребил столько цитрусовых, включая апельсиновый сок, сколько в одном этом полёте. Из ЦУПа напомнили о микрофоне. Начальник отряда астронавтов Дик Слейтон, занявший на время место оператора связи, сообщил Янгу и Дьюку, что вторая ВКД на следующий день будет продолжаться тоже около семи часов, а третья в последний день — около пяти. Общее время пребывания на Луне, по оценкам Хьюстона, должно было составить около 71 часа. Янг ещё раз выразил сожаление по поводу оборванного кабеля эксперимента по изучению тепловых потоков в грунте. Слейтон отметил, что группа специалистов пытается придумать способ его починить, но добавил, что, по его собственному мнению, из этого вряд ли что-то получится и не стоит на это тратить время. После этого ЦУП пожелал астронавтам крепкого сна.

## Второй день на Луне

### Поездка к горе Стоун Маунтин
На седьмой день миссии, 22 апреля, астронавтам предстояла поездка в южном направлении, в район кратера Южный Луч и подъём по склону горы Стоун Маунтин к группе из пяти небольших кратеров Синко (исп. cinco — «пять»). За завтраком Янг и Дьюк обсудили с ЦУПом детали второй ВКД. По мнению Хьюстона, она должна была пройти в основном в соответствии с первоначальными планами. Решено было только сократить одну из запланированных геологических остановок, с тем чтобы астронавты могли больше времени уделить сбору образцов вблизи лунного модуля. Что делать с оборванным кабелем прибора для изучения тепловых потоков в лунном грунте, ещё не было ясно. Эксперименты с его починкой на Земле продолжались, и главным действующим лицом в них был командир дублирующего экипажа Фред Хейз, работавший в скафандре под давлением.
Сразу после начала второй ВКД Янг, по просьбе Хьюстона, переместил ультрафиолетовую фотокамеру ближе к лунному модулю, поскольку тень, которую отбрасывал «Орион», стала короче, а лучи поднимавшегося Солнца уже попадали на корпус камеры. Дьюк тем временем включил телекамеру «Лунного Ровера». До первой геологической остановки (англ. Station 4) во второй поездке астронавты, как и планировалось, добрались примерно за 38 минут. Во время поездки Маттингли, пролетавший на высоте 111 км над местом посадки, доложил, что видел маленькую вспышку отражённого солнечного света. Вероятно, это был солнечный зайчик от зеркал электробатарей «Лунного Ровера». Это был единственный знак присутствия его коллег на поверхности, который он видел за всё время. Проехав 5,2 км, Янг и Дьюк остановились у кромки кратера Синко B, всего в 80 метрах от кратера Синко А, самого крупного из группы кратеров Синко. Его не было видно из-за неровностей рельефа. Расстояние до лунного модуля по прямой составляло 4,1 км. В это время в ЦУПе было принято окончательное решение не предпринимать попыток починить кабель прибора по изучению тепловых потоков в грунте.
- Лунный модуль «Орион» вдали (слева внизу). Видна скала House Rock, огромный валун на краю кратера Северный Луч (чуть выше и правее центрального перекрестия). Снимок сделан Чарли Дьюком со Station 4 на камеру с 500-мм объективом
- Чарли Дьюк у «Лунного Ровера»
- Джон Янг у «Ровера» на склоне горы Стоун Маунтин (Station 4)
- Джон Янг и Чарли Дьюк (внизу тень от его гермошлема) перед сбором первого образца на Station 6

В этом месте астронавты находились на высоте 175 м от подножия горы Стоун Маунтин и на 130 м выше уровня лунного модуля (выше, чем в других миссиях «Аполлонов»). Главной задачей здесь было найти первичный кратер, на кромке которого можно было бы собрать образцы подстилающей породы самой горы Стоун Маунтин, то есть образцы геологической формации Декарта, а не породу формации Кэйли, выброшенную из кратера Южный Луч.
После 54-минутной работы у кратера Синко B Янг и Дьюк поехали вниз по следам «Ровера» и примерно через 500 метров сделали следующую остановку (Station 5) у кратера 20 м в поперечнике. Здесь Янг нашёл первый кристаллический камень, до этого попадались только брекчии. Из ЦУПа предложили назвать его «Великим Янгом» по аналогии с «Великим Скоттом» (9,6 кг), которого командир «Аполлон-15» Дэвид Скотт нашёл на краю каньона Хэдли Рилл. «Да ладно вам», — ответил Янг. А Дьюк добавил, что камень не очень большой, но славный.
Очередную остановку (англ. Station 6) астронавты сделали у 10-метрового кратера у подножия горы Стоун Маунтин, где геологи надеялись получить образцы формации Кэйли. Общее расстояние, покрытое от начала поездки до этого места, составило 6,7 км, до лунного модуля по прямой оставалось 3,1 км. Реголит там был гораздо более плотным, Янг и Дьюк не утопали в нём так, как вверху, на склоне. Астронавты работали на этой остановке около 20 минут и собрали несколько камней и мешочек белого грунта, который небольшим пятном лежал прямо на поверхности, на краю кратера. Кроме того, Дьюк молотком отколол два куска от большого валуна.
- Джон Янг на Station 6 перед забором белого грунта
- Белый грунт на Station 6
- Чарли Дьюк отколол молотком кусок валуна (Station 6)

Следующую запланированную остановку (англ. Station 7) для экономии времени решено было отменить. Теперь астронавтам нужно было проехать около 800 м в западном направлении и остановиться (англ. Station 8) для забора геологических образцов посреди одного из лучей выбросов из кратера Южный Луч. Ехать пришлось поперёк склона. Дьюк на правом сидении оказался внизу, и на склоне, крутизна которого достигала 10—15°, ему временами казалось, что он может вывалиться из «Ровера». Уже на подъезде к намеченному месту луномобиль на подъёме заметно замедлился. Оказалось, что не работает двигатель одного из задних колёс, амперметр показывал «0». Вскоре астронавты остановились у россыпи больших валунов, некоторые из них достигали 2—3 м в поперечнике. Общий пробег «Ровера» от начала второй поездки составил 7,9 км, до лунного модуля по прямой оставалось 2,9 км. Янг в переговорах с ЦУПом предположил, что причиной отказа двигателя могло стать повреждение одного из электрокабелей: по пути «Ровер» дважды подпрыгивал и ударялся днищем о камни.
- Чарли Дьюк забивает молотком трубку-пробоотборник на Station 8, роняет молоток, делает несколько безуспешных попыток его поднять и, наконец, поднимает с помощью клещей-граблей на длинной рукоятке
- Фрагмент, отколотый от белого валуна на Station 8. Снимок сделан на Земле в Лунной приёмной лаборатории
- Третий валун, который Янг и Дьюк не смогли перевернуть на Station 8. На заднем плане Джон Янг. Молоток в его подколенном кармане. На переднем плане — совок в роли гномона

На Station 8 Янг начал собирать мелкие камешки с помощью специальных грабель, а Дьюк должен был взять керн реголита двойной трубкой-пробоотборником. Ему удалось заглубить только одну секцию, дальше пробоотборник не забивался даже молотком, видимо, упёрся в камень. Молоток вырвался из руки Дьюка и ударил по левой лодыжке. После полёта астронавт признавался, что молоток всё время норовил вырваться. Чтобы этого не происходило, его рукоятку нужно было очень сильно сжимать, поэтому после каждых трёх-четырёх ударов приходилось давать руке небольшой отдых. Четыре попытки поднять молоток оказались неудачными. Пришлось прибегнуть к помощи специальных грабель-щипцов. Дьюк вынул трубку-пробоотборник, вытряхнул содержимое и заглубил её в другом месте. Для этого потребовалось более полусотни ударов молотком. Янг предложил ЦУПу немного проехать до расположенных рядом валунов и по пути поэкспериментировать с «Ровером». Меняя по подсказке с Земли конфигурацию системы распределения мощности, он обнаружил неправильно включённый тумблер. Двигатель заднего колеса снова заработал. Астронавты хотели перевернуть один из валунов, чтобы взять пробу грунта из-под него, но отказались от этой идеи. Валун был слишком большим, 1×1,5 м. Они откололи от него кусок размером с кулак и взяли грунт рядом с валуном. Затем они откололи три куска от другого камня, который оказался полевым шпатом. Хьюстон попросил перевернуть его. Но, хотя он был меньше первого (0,5 х 0,5 х 0,75 м), у Янга и Дьюка тоже ничего не получилось. Несколько попыток перевернуть ещё один 1,5-метровый валун также оказались неудачными. Его основание отрывалось от реголита всего на 1—2 см. Контейнеры для образцов, которые крепились сбоку к ранцам системы жизнеобеспечения, у обоих астронавтов уже были заполнены до отказа. Мешочки с образцами из них начали вываливаться, и их приходилось подбирать. Янг и Дьюк заменили контейнеры на новые. Из ЦУПа им передали, что вторая ВКД может быть немного продлена. После замены контейнеров Янг задел молотком, торчавшим из кармана, удлинитель крыла заднего правого колеса. Удлинитель оторвался. Такое у астронавтов случалось пару раз во время тренировок на Земле. Поэтому они не придали значения этому инциденту и оставили отломанный удлинитель крыла на месте. На замену контейнеров было потрачено почти 9 минут, а всего на Station 8 астронавты находились уже целый час. Хьюстон дал указание отправляться дальше.
Следующую остановку (англ. Station 9) было запланировано сделать поближе к лунному модулю, на расстоянии примерно 2 км от него, между двумя лучами выбросов из кратера Южный Луч. Нужно было найти место без россыпей валунов и камней, но желательно с одним отдельно лежащим валуном и поставить эксперимент «чистого реголита». Янг должен был со стороны, в которой находился лунный модуль, тихонько подкрасться к валуну, чтобы не очень пылить, и, осторожно нагнувшись через него, специальным приспособлением с двумя разными бархотками взять тончайший поверхностный слой лунной пыли с «чистой» стороны валуна. Первой бархоткой слой пыли толщиной 100 микрометров (0,1 мм), второй — 1 мм. Проехав несколько сотен метров, астронавты нашли подходящее место. Это был неглубокий кратер с одиноким валуном на склоне, противоположном от «Ориона», до которого оставалось 2,6 км. Янг остановил «Ровер» поодаль от валуна в маленьком кратере. Дьюку было сложно вылезти, и, вылезая, он упал, но смог самостоятельно подняться. Всего от начала второй поездки астронавты покрыли расстояние в 8,7 км.
- Снимок валуна после забора пыли на Station 9. Справа — Джон Янг
- Тот же валун крупно. Отпечаток одной из бархоток рядом с тенью. Второй отпечаток не виден в тени
- Валун после того, как Янг его перевернул
- «Орион», снятый Дьюком в конце второй поездки. Вид с юга на север. На заднем плане — гора Смоки. На переднем — телекамера «Лунного Ровера»

Янг подкрался к валуну очень медленно и осторожно. Этот процесс в ЦУПе не увидели, потому что оператор дистанционного управления телекамерой не понял подсказки Дьюка и стал делать панораму в другую сторону. Он нашёл Янга, только когда тот уже взял первый образец пыли, закрыл и снял с рукоятки первую бархотку. «Первая великая лунная охота на валуна, и мы её пропустили», — посетовал оператор связи в Хьюстоне. Дьюк изобразил на камеру, как командир подкрадывался. А Янг доложил, что этот валун они точно смогут перевернуть, потому что, когда он опёрся на него, камень слегка покачнулся. Подкрадывание Янга к валуну со второй бархоткой на Земле уже смогли увидеть. Но пыль отпечаталась только на одном из углов бархотки. Поверхность реголита за валуном была неровной, а вдавливать инструмент в грунт было нельзя. Затем астронавты совком взяли пробу реголита рядом с отпечатками бархоток, Янг молотком отколол кусок от валуна, а Дьюк углубил в грунт трубку-пробоотборник, из которой пересыпал реголит в специальный вакуумный металлический контейнер. Наконец, Янг в одиночку перевернул валун, Дьюк совком зачерпнул реголит из углубления, которое камень оставил в грунте, а Янг отколол кусок от нижней части камня, которая до переворачивания лежала на грунте.
Вместо запланированных 25 минут Янг и Дьюк провели на Station 9 почти вдвое дольше и уже отставали от графика на 30 минут. Последнюю геологическую остановку во второй поездке (англ. Station 10) намечалось сделать почти у лунного модуля, примерно посередине между ним и местом размещения научных приборов ALSEP. Вскоре после того, как астронавты снова поехали к «Ориону», они пожалели о том, что бросили удлинитель крыла. Пыль, летевшая из-под заднего колеса, осыпа́ла их обоих. В пути также выяснилось, что частично вышла из строя навигационная система «Ровера». Она перестала обновлять данные о магнитном путевом угле, пройденном расстоянии и дистанции до лунного модуля по прямой. В то же время индикаторы путевого угла и скорости работали нормально. После полёта был сделан вывод, что к этому привели переключения выключателей в системе распределения мощности луномобиля, предпринятые на Station 8 и Station 9. Подъезжая к лунному модулю, астронавты доложили в ЦУП, что они грязные с ног до головы и что чиститься на этот раз придётся очень основательно. Янг поставил «Ровер» на полпути между «Орионом» и ALSEP и не смог прочесть на коробке устройства дистанционного управления на груди, сколько у него осталось кислорода. Всё было в пыли. Из Хьюстона ему подсказали, что остаток равен 35 %. Дьюк смог разглядеть, что у него 33 %, и сообщил, что «Ровер» в районе его правого сидения особенно грязен. По совету с Земли Янг перезагрузил навигационную систему. За время второй поездки астронавты проехали в общей сложности 11,3 км. «Ровер» находился в движении 1 час 31 минуту и стоял на остановках 3 часа 56 минут.

### Station 10 и завершение 2-й ВКД
Перед началом работы на Station 10 астронавты запросили ЦУП о продлении ВКД. Им хотелось побить текущий рекорд продолжительности выхода на лунную поверхность, установленный во время предыдущей экспедиции «Аполлона-15» Дэвидом Скоттом и Джеймсом Ирвином — 7 часов 12 минут 14 секунд. В 1-й ВКД Янгу и Дюку не хватило до рекорда всего одной минуты и нескольких секунд. Хьюстон дал согласие на 10-минутное продление. Выйдя из «Ровера», Янг обнаружил, что контейнер с образцами, который был прикреплён к его ранцу, отцепился во время езды, но не потерялся, а застрял между левым задним крылом и рамой луномобиля. Затем Янг углубил двойную трубку-пробоотборник, а Дьюк с помощью пенетрометра провёл эксперименты по механике грунта. И, наконец, Янг подобрал камень, который выглядел как базальт, но при ближайшем рассмотрении оказался брекчией. Астронавты усердно, не очень спеша, почистили друг друга от лунной пыли. Создалось впечатление, что они делали это нарочито долго, чтобы побить рекорд. Дьюк поднялся в кабину лунного модуля первым. Янг передал ему контейнеры с собранными образцами и чемоданчик с фотокамерами и отснятой плёнкой, после чего тоже забрался в кабину. Второй выход на лунную поверхность продолжался 7 часов 23 минуты 9 секунд. Янг и Дьюк собрали 29 кг образцов лунной породы.

### После ВКД
После того, как астронавты сняли гермошлемы, Дьюк сообщил ЦУПу, что лунная пыль очень сильно пахнет порохом и сказал, что у Янга, видимо, когда он вползал в лунный модуль, отломалась верхняя часть антенны длиной около 5 см. На качество связи это повлияло не очень сильно, громкость звука уменьшилась на 15 децибел. Янг и Дьюк сняли скафандры, ответили на несколько вопросов специалистов, касавшихся геологии, и поужинали. Затем ЦУП попросил их внимательно осмотреть антенну Янга, удалить, если нужно, острые зазубрины в месте слома и обмотать её клейкой лентой. Астронавтам также посоветовали на следующий день поменяться системами аварийной продувки скафандров кислородом. Эти системы, к которым и крепились антенны, представляли собой верхнюю, съёмную часть ранцев портативной системы жизнеобеспечения. Но во время ВКД голоса обоих астронавтов на Землю ретранслировал только ранец командира, поэтому ему нужна была исправная антенна. Хьюстон сообщил, что в последний день третья ВКД с поездкой к Северному Лучевому кратеру продлится около 5 часов.

## Третий день на Луне

### Поездка к горе Смоки и кратеру Северный Луч
Восьмой день экспедиции, 23 апреля, был последним днём пребывания Янга и Дьюка на Луне. После третьего выхода на поверхность астронавты должны были вернуться на орбиту и присоединиться к Маттингли. Утром после подъёма ЦУП напомнил им, что перед третьей ВКД они должны поменяться системами аварийной продувки скафандров кислородом, чтобы у Янга была исправная радиоантенна. Скорректированные планы третьей ВКД предусматривали только одну остановку у кромки кратера Северный Луч, а не две, продолжительностью около 1 часа 5 минут. Ещё одну геологическую остановку (15—20 минут) решено было сделать на расстоянии 0,5—1 км от кромки кратера.
- Джон Янг у «Ровера» перед поездкой к кратеру Северный Луч
- Район посадки «Аполлон-16», снятый панорамной камерой командно-служебного модуля. Видны: лунный модуль, скала House Rock на краю кратера Северный Луч и скала Shadow Rock
- Кратер Северный Луч, снятый Янгом со Station 11
- Джон Янг на Station 11. Позади него и чуть левее — скала House Rock. На заднем плане — гора Смоки

К началу третьего выхода на поверхность Солнце поднялось на 45° над горизонтом, а температура на поверхности повысилась до 85 °C. Астронавты опережали график примерно на 30 минут. Перед началом поездки Янг установил все переключатели на панели управления «Ровера» в нормальное штатное положение. С самого начала третьей поездки навигационная система луномобиля работала нормально. До кратера Северный Луч на склоне горы Смоки (англ. Smoky Mountain) астронавты доехали примерно за 36 минут, на 17 минут раньше графика. Преодолев 5,5 км, они сделали геологическую остановку (англ. Station 11) на самой кромке кратера, до лунного модуля по прямой было 4,5 км. Кратер диаметром около 1 км и глубиной 230 м имел внутренние стенки крутизной 30—35°, и астронавты, даже стоя на самом краю, не видели его дна. Вопреки ожиданиям учёных, они не увидели на стенках кратера и слоистости древних лавовых потоков. Янг и Дьюк отсняли несколько панорам кратера с разных точек и собрали геологические образцы, в том числе откололи фрагменты больших валунов, после чего предложили ЦУПу обследовать огромную скалу. По оценкам Янга, она находилась в 150 метрах от них. Хьюстон поддержал предложение. Скала высотой 12 м, длиной 20 м и шириной 16 м в действительности оказалась на расстоянии 220 м от «Ровера». Хотя ЦУП решил продлить работу на Station 11 на 25 минут, у астронавтов осталось всего 17 минут до отправления в обратный путь к лунному модулю, когда они дошли до скалы. Дьюк назвал её англ. House Rock. Рядом с ней находился осколок поменьше, за которым позже закрепилось название англ. Outhouse Rock. Их разделяла узкая расщелина. Астронавты успели взять образцы сколов обеих скал, которые были брекчиями, грунта из расщелины и из другого места рядом со скалой House Rock. На обратном пути к «Роверу» Хьюстон попросил их подобрать небольшие, с кулак величиной, образцы вулканического происхождения, если таковые найдутся. Янг и Дьюк подобрали по одному сильно запылённому, но очень твёрдому камню, но и они в результате анализа на Земле были отнесены к брекчиям.
- Чарли Дьюк у «Ровера» на кромке кратера Северный Луч
- Основание скалы House Rock. Панорама составлена из четырёх снимков, сделанных Чарли Дьюком
- Дьюк с молотком у скалы Outhouse Rock
- Часть скалы House Rock (справа). Слева Янг осматривает скалу Outhouse Rock

На Station 11 астронавты пробыли чуть больше 1 часа 20 минут. Дальше ЦУП попросил их ехать обратно по своим следам примерно полкилометра и остановиться посреди больших валунов, о которых они рассказывали по пути к кратеру Северный Луч. Янгу и Дьюку не верилось, что они смогли забраться в этом месте вверх и совсем не почувствовать крутизны склона. Она составляла в среднем 13°. И на пути вниз это было очень ощутимо. Скорость заметно выросла, а перепад высот составлял 35 м на каждые 150 м пути. Дьюк постоянно просил Янга тормозить, а Янг доложил в ЦУП, что только что установил мировой рекорд скорости передвижения по Луне — 18 км/ч. Хьюстон попросил не ставить новых рекордов, с чем Янг согласился. Одной из геологических задач астронавтов в этой поездке было найти валун с углублением у основания, где была бы «постоянная тень» (англ. Permanent shadow) и можно было бы взять образцы лунного грунта, на который никогда не попадают солнечные лучи. Такие валуны им ещё ни разу не попадались. Янг и Дьюк поехали к двум валунам примерно 3 м в поперечнике, совсем не будучи уверенными, что найдут там «постоянную тень».
- Янг и Дьюк приближаются к скале House Rock (снято телекамерой «Лунного Ровера»)
- Юго-восточная часть кромки кратера Северный Луч. Белыми стрелками отмечены: Station 11 — место стоянки «Ровера» — и скала House Rock. Чёрными стрелками — следы астронавтов. Снимок сделан КА LRO в марте 2012 года. Ширина снимка 300 метров
- Янг работает с лунным портативным магнитометром. Затем в кадре появляется Дьюк, который собирает грунт у скалы Shadow Rock (по звуку в начале видео говорит Дьюк)
- Янг у скалы Shadow Rock осматривает постоянно затенённый грунт после того, как там поработал Дьюк

Когда астронавты остановились (англ. Station 13), прежде всего потребовалось почистить приборы «Ровера». Из-за пыли не было видно показаний навигационной системы, а лунный передатчик информации, по словам ЦУПа, начал перегреваться. После чистки стало ясно, что от начала поездки они проехали 6,5 км, до лунного модуля по прямой оставалось 3,8 км. Расстояние от скалы House Rock составляло около 830 м. Затем Хьюстон попросил астронавтов взять граблями образец грунта, после чего Янгу нужно было сделать замеры с помощью портативного магнитометра, а Дьюку заняться сбором камней. Пока астронавты работали с граблями, в ЦУПе с помощью телекамеры «Ровера» увидели, что выступ с южной стороны ближайшего валуна, который получил название скала англ. Shadow Rock, создавал постоянно затенённый участок лунного грунта. Дьюка попросили взять пробы грунта оттуда, в то время как Янг делает замеры с магнитометром. Дьюк обнаружил, что в затенённом месте у самого основания валуна в грунте есть яма около метра глубиной, в которую солнечные лучи никак не могли попасть с тех пор, как скала Shadow Rock находится на этом месте. Встав на колени, он достал из ямы несколько совков реголита, а затем с освещённой стороны отколол молотком от скалы три куска. После этого Хьюстон дал астронавтам указание возвращаться.
Пока Янг и Дьюк ехали от Station 13 к лунному модулю, из ЦУПа им сообщили, что Маттингли, включив маршевый двигатель командно-служебного модуля, совершил плановый манёвр изменения плоскости орбиты. Это было необходимо, потому что за 65 часов, прошедших после посадки, вращение Луны увело район прилунения по долготе на 33° от плоскости орбиты «Каспера». После манёвра КСМ и ЛМ должны были оказаться в одной плоскости ко времени взлёта «Ориона». Вернувшись к лунному модулю, астронавты поставили «Ровер» в 70 метрах к юго-западу от него и в 50 метрах к северу от приборов ALSEP. Это была последняя геологическая остановка (англ. Station 10 Prime), которая должна была образовать треугольник с местами заборов глубокой пробы грунта и двойной трубки-пробоотборника в предыдущих ВКД. Всего за третью поездку астронавты проехали 11,4 км, «Ровер» находился в движении 1 час 12 минут и стоял на двух остановках 2 часа 26 минут.
- ЛМ «Орион», снятый Дьюком в конце третьей поездки. Вид с севера на юг. Слева — гора Стоун Маунтин. Справа видны приборы ALSEP
- Янг поправляет антенну «Ровера» на Station 10 Prime
- Редкие снимки, на которых видна Венера, взошедшая над восточным горизонтом. Это анимация из трёх кадров панорамы, отснятой Дьюком на Station 10 Prime
- Дьюк углубил двойную трубку-пробоотборник на Station 10 Prime

### Station 10 Prime и завершение 3-й ВКД
На Station 10 Prime астронавты собрали граблями мелкие камешки и грунт, Дьюк углубил двойную трубку-пробоотборник. Затем Янг и Дьюк, по просьбе ЦУПа, собирали камни, похожие на базальты, но при ближайшем рассмотрении все они оказывались брекчиями. «Бьюсь об заклад, мы не найдём здесь ни одного базальта», — радировал Янг в ЦУП. Но Хьюстон попросил астронавтов подобрать камень около лунного модуля, который Дьюк описал как пористый базальт ещё во время выгрузки «Ровера» в начале первой ВКД. Дьюк, со словами: «Базальты, где вы?», подобрал этот камень позади ЛМ, на краю кратера, который перелетел Янг во время посадки. Но и он оказался не базальтом.
- Фото семьи Дьюка: Чарли с женой Дотти и сыновьями Чарльзом и Томасом
- Памятная медаль в честь 25-летия основания ВВС США

В конце третьего выхода на поверхность Дьюк недалеко от ЛМ положил на лунный грунт фотографию своей семьи и памятную медаль в честь 25-летия образования ВВС США. Затем он собрал в чемоданчик кассеты с отснятой плёнкой. Астронавты вдвоём с трудом вытащили из детектора космических лучей возвращаемую плату. Это удалось сделать только с помощью пассатижей Янга, корпус детектора сильно нагрелся. Дьюк свернул экран ловушки солнечного ветра и, как копьё, запустил вдаль подставку для неё, правда, она улетела не дальше, чем на 20 метров. Астронавты упаковали в контейнер «Большого Мюли», который всё это время лежал в тарелке одной из опор «Ориона», и собрали отснятые кассеты ультрафиолетовой камеры. Перед тем, как отвезти «Ровер» на место последней стоянки, Янг четыре раза подпрыгнул вверх, с каждым разом отрываясь от поверхности всё больше. В последнем прыжке он взмыл вверх на 69 см. Затем он подпрыгнул ещё несколько раз. «Мы хотели проделать здесь ряд упражнений, которые мы задумывали, как лунную Олимпиаду, чтобы показать, что могут делать на Луне парни с ранцами за спиной, но всё это выкинули (из плана)», — сказал он. Следом прыгнул и Дьюк, оторвавшись от грунта на 81 см. В прыжке его начало заваливать назад, и он упал на спину, прямо на ранец. Позднее в своей книге Moonwalker Дьюк признался, что в этот момент он единственный раз за всё пребывание на Луне испытал панический страх, что погубил сам себя. Могла произойти мгновенная разгерметизация, но ничего не случилось. Дьюк только испачкался ещё сильнее. Он не смог встать самостоятельно, и Янг помог ему.
- Джон Янг (справа, с красными полосами на скафандре) и Чарли Дьюк (слева, позади «Ровера») прыгают в высоту в конце 3-й ВКД. Чарли теряет равновесие и падает на спину
- Лунный портативный магнитометр с камнем
- Дьюк в самом конце 3-й ВКД. Это предпоследний снимок, сделанный Янгом в конце третьего выхода на поверхность (последний оказался наполовину засвеченным)

Янг, объехав кратер, отвёз «Ровер» на место последней стоянки и поставил его примерно в 90 метрах прямо позади (восточнее) лунного модуля, чтобы его телевизионная камера могла показать старт взлётной ступени «Ориона» с Луны (послеполётный анализ фотографий показал, что луномобиль стоит в 81 метре от ЛМ). Тем временем Дьюк поднял на площадку перед люком «Ориона» два контейнера с образцами, оставив остальное Янгу, и прибрался, запихнув всё выброшенное ранее и более ненужное под лунный модуль. Хьюстон попросил его пойти к Янгу и помочь ему с последним экспериментом с портативным магнитометром «Ровера». Дьюк нашёл твёрдый камень для эксперимента и почистил все приборы «Ровера» от густого слоя пыли, чтобы они не перегрелись до старта. Янг сделал контрольные замеры с магнитометром, а потом ещё замеры с камнем поверх инструмента. Дьюк пошёл обратно к «Ориону», пообещав не забираться внутрь, пока Янг его не почистит, и извинившись за своё недавнее падение (оно было пятым по счёту за три ВКД). Прихватив, как и было предписано, этот камень с собой, Янг вернулся к ЛМ. Астронавты почистили друг друга щёткой. Они были грязными с ног до головы. Пыль лежала даже на шлемах и уже сильно въелась в скафандры. Дьюк поднялся в кабину первым. Янг поднял и передал ему всё, что ещё оставалось снаружи, и тоже занял своё место в корабле. Астронавты герметизировали и наддули кабину. Общая продолжительность третьего выхода на лунную поверхность составила 5 часов 40 минут 3 секунды, в ходе этой ВКД Янг и Дьюк собрали 35,4 кг образцов лунной породы.

## Взлёт с Луны и стыковка
После взвешивания образцов выяснилось, что их общая масса превышает запланированный лимит. Однако ЦУП после 15-минутных размышлений и расчётов дал разрешение не выбрасывать ни одного камня, потому что плоскости орбит двух кораблей после взлёта «Ориона» должны были почти идеально совпасть. Астронавты в последний раз разгерметизировали кабину и выбросили ранцы системы жизнеобеспечения и мешок с мусором. После этого они включили бортовой компьютер и остальные отключённые после прилунения приборы и подготовили все системы лунного модуля к старту. Из Хьюстона сообщили, что электроэнергии хватит ещё на 18 часов.
- Взлёт «Ориона» с Луны
- «Орион» во время сближения с «Каспером»
- «Орион» поворачивается перед стыковкой для фотографирования. Слева на корпусе корабля видны частично оторвавшиеся внешние панели термоизоляции
- Место посадки «Аполлон-16», снятое КА LRO в апреле 2012 года. Чуть правее центра — посадочная ступень «Ориона». LPM — лунный портативный магнитометр, LRV — «Лунный Ровер». К юго-западу от «Ориона» место установки приборов ALSEP. От него налево вверх тянется геофонная линия

Зажигание основного двигателя взлётной ступени «Ориона» было включено в 175 часов 31 минуту 47,9 секунды полётного времени (01:25:47 UTC 24 апреля). Взлёт был показан телекамерой «Лунного Ровера». Янг и Дьюк находились на поверхности Луны 71 час 2 минуты 13 секунд. Двигатель взлётной ступени отработал 427,8 секунды и вывел корабль на орбиту с апоселением 74,5 км и периселением 14,6 км. Перед стыковкой было совершено два манёвра по сближению. Когда корабли сблизились до расстояния в несколько десятков метров, ЦУП попросил Янга медленно повернуть «Орион» на 360° вокруг вертикальной оси с тем, чтобы Маттингли сфотографировал лунный модуль. Специалисты на Земле, просматривая запись телетрансляции взлёта, заметили, что на задней стенке взлётной ступени оторвались термозащитные панели. Маттингли доложил, что несколько внешних панелей действительно частично оторвались и деформировались, но внутренние панели термозащиты не повреждены. Янг и Дьюк осмотрели и сфотографировали «Каспер» и отсек научной аппаратуры служебного модуля, потому что некоторые приборы работали с перебоями. Стыковка состоялась в 177:41:18 на высоте 121,5 км над поверхностью Луны. После неё Хьюстон сообщил астронавтам об изменениях программы. Им следовало отключить электропитание «Ориона» и перейти в командный модуль для ночного отдыха. Сброс лунного модуля был отложен на следующий день. Также на следующий день астронавтам предстояло запустить научный мини-спутник и стартовать обратно к Земле (почти на сутки раньше первоначального плана). Янг и Дьюк пылесосом почистили кабину «Ориона» от лунной пыли, но это не дало желаемого результата. Во время перехода астронавтов в командный модуль и переноски контейнеров с образцами значительное количество пыли попало в кабину «Каспера». Вычистить её всю не удалось. Пылесос вышел из строя.

## Работа на лунной орбите и старт к Земле
Девятый день полёта, 24 апреля, начался с того, что после завтрака ЦУП долго диктовал астронавтам многочисленные обновления полётного плана. В результате план приобрёл очень неряшливый вид со сплошными вычёркиваниями и добавлениями, написанными от руки, в которых очень легко можно было запутаться. Янг и Дьюк снова перешли в лунный модуль, активировали его системы и надели скафандры. То же самое сделал и Маттингли в командном модуле. Янг и Дьюк возвратились в командный модуль и задраили люки. ЦУП попросил подтвердить, что переключатель режимов управления стоит в положении «авто». Дьюк ответил, что поставил его в положение «поддержание ориентации». Он пояснил, что так получилось, потому что на той странице плана было слишком много исправлений. Тем не менее, Хьюстон дал разрешение на сброс «Ориона». После разделения обоих кораблей лунный модуль стал медленно кувыркаться, не удерживая ориентацию в пространстве (не сработал ни один из его двигателей системы ориентации). Это сделало невозможным включение основного двигателя для управляемого сведения «Ориона» с орбиты. ЛМ разбился о поверхность Луны спустя примерно год после завершения полёта. Через час после сброса «Ориона» астронавты запустили из модуля научных приборов небольшой искусственный спутник Луны, предназначенный для измерения её магнитного и гравитационного полей и плотности и энергии заряженных частиц в окололунном пространстве. Но перед этим им пришлось отстрелить из того же модуля научных приборов выносную стрелу вместе с масс-спектрометром. Стрела перестала полностью выдвигаться и убираться и могла помешать запуску спутника. Активировать спутник и начать приём информации ЦУПу удалось только через 20 часов после запуска, то есть после того, как разрядились источники питания «Ориона», у которого была включена система связи (лунный модуль и спутник работали на одинаковых радиочастотах). Изначально планировалось запустить мини-спутник на более высокой орбите. Но ЦУП решил лишний раз не включать маршевый двигатель «Каспера» перед ответственным манёвром перехода на траекторию полёта к Земле. Из-за этого спутник проработал на окололунной орбите меньше половины положенного времени. 29 мая 1972 года, на 425-м витке, от спутника перестала поступать телеметрическая информация, он скрылся за диском Луны. В расчётное время связь не восстановилась. Предполагается, что спутник разбился на обратной стороне Луны. После запуска спутника астронавты по заданию Хьюстона много фотографировали лунную поверхность с помощью картографирующей и панорамной камер модуля научных приборов. В самом начале 65 витка вокруг Луны был включён маршевый двигатель «Каспера». Он отработал в штатном режиме 162,29 секунды и перевёл корабль на траекторию полёта к Земле. На окололунной орбите «Аполлон-16» находился в течение 125 часов 49 минут и 32,59 секунды.
Примерно через два часа после старта к Земле часы в ЦУПе и на корабле были переведены на 24 часа 34 минуты и 12 секунд вперёд и синхронизированы. Это было сделано для того, чтобы не переписывать больше полётный план пункт за пунктом из-за сдвига всех событий в связи с задержкой посадки на Луну и значительно более ранней отправкой в обратный путь. По предложению Дьюка астронавты провели незапланированную 15-минутную телетрансляцию, показав быстро удаляющуюся Луну с расстояния более 14 000 км. Хьюстон попросил всех членов экипажа по очереди показаться в кадре крупным планом, пообещав на следующий день дать посмотреть видеозапись их жёнам. Янг показал лунную пыль у него под ногтями. Астронавты перевели корабль в режим пассивного термического контроля, когда он медленно вращается вокруг продольной оси, делая три оборота за один час, и стали готовиться ко сну.

## Полёт к Земле и возвращение
Утром десятого дня миссии, вскоре после подъёма астронавтов «Аполлон-16» пересёк воображаемую границу, за которой гравитационное воздействие Земли на него стало больше лунного. От Луны корабль удалился на 62 636 км, а до Земли оставалось 347 855 км. Астронавты провели промежуточную коррекцию траектории № 5, включив на 8 секунд двигатели системы ориентации. Это увеличило скорость корабля примерно на 1 м/с. На расстоянии чуть более 321 000 км от Земли Кен Маттингли начал выход в открытый космос (Дьюк подстраховывал его, по пояс высунувшись из основного люка командного модуля). Маттингли извлёк из модуля научных приборов две кассеты с плёнкой от панорамной камеры и картографирующей камеры (массой 33 кг и 9 кг соответственно). Затем он провёл биологический эксперимент с помощью устройства оценки экологии микробов (англ. Microbial Ecology Evaluation Device, MEED). Этот эксперимент проводился только на «Аполлон-16». Небольшой контейнер с 60 миллионами бактерий пяти различных штаммов был закреплён на штативе для телекамеры на обшивке корабля у люка и сориентирован на Солнце. Эксперимент, имевший целью оценить воздействие невесомости, вакуума и солнечного ультрафиолетового излучения на микроорганизмы, продолжался 10 минут. Во время эксперимента Маттингли чуть не лишился своего обручального кольца, которое он снял ещё в начале полёта и с тех пор не мог найти. Дьюк увидел кольцо, когда оно уже выплыло в открытый люк, ударилось о скафандр Маттингли и вплыло обратно в кабину. Тут Дьюк его поймал. Продолжительность этой ВКД составила 1 час 23 минуты 42 секунды.
На одиннадцатый день полёта астронавты после завтрака ответили на ряд вопросов специалистов-геологов, которые им задавал оператор связи. Затем они провели второй эксперимент по наблюдению визуальных вспышек (фосфенов). Он продолжался примерно час. Во время эксперимента глаза Янга и Дьюка были закрыты повязкой, а Маттингли надел шлем с нанесённой на стекло в районе глаз специальной чувствительной эмульсией для прямого измерения космических лучей, вызывающих визуальные вспышки. За 32 минуты, в течение которых астронавты вслух докладывали о своих наблюдениях, Янг увидел 7 вспышек, Дьюк — 15, Маттингли опять ни одной. Командир наблюдал в среднем одну вспышку каждые 4,5 минуты, а пилот лунного модуля — одну каждые 2,1 минуты.
В тот же день состоялась пресс-конференция, которая продолжалась около 20 минут и транслировалась по телевидению. Вопросы были подготовлены и расставлены в определённом порядке журналистами, аккредитованными в Центре пилотируемых полётов в Хьюстоне. Первый вопрос был адресован Янгу. Его спросили, как же мог отличный парень из Флориды так нелестно отзываться о цитрусовых при включённом микрофоне. «А вы попейте апельсиновый сок днём и ночью в течение двух недель, тогда узнаете», — ответил командир экипажа. На вопрос, удивлены ли они камнями, которые нашли в месте посадки, Дьюк ответил утвердительно. По его словам, их нацеливали искать породы вулканического происхождения. Но таковых они нашли немного. Зато найденные ими камни уникальны, они не похожи на другие образцы лунной породы. Янгу задали вопрос по поводу оборванного кабеля эксперимента по изучению тепловых потоков в грунте. На Земле в ходе моделирования его удалось починить, хотя это оказалось сложным и заняло много времени. Астронавта спросили, считает ли он, что кабель нужно было починить. Командир ответил, что такие вопросы решает Земля, и если бы была команда починить, они бы обязательно всё исправили. Один из вопросов был задан всем троим: что они расскажут своим внукам, как самое запомнившееся из путешествия на Луну? Дьюк ответил, что его поразили две вещи: ослепительная красота Декарта, места посадки, и абсолютная чернота космоса, если смотришь не на Землю и не на Луну. Маттингли сказал, что всего за несколько дней так много событий и так много увидено, что весь полёт — это самая фантастическая вещь, которая с ним когда-либо приключалась. Янг его поддержал, добавив, что за десять дней они увидели столько, сколько другие не увидят и за 10 жизней.
После пресс-конференции астронавты в течение двух с лишним часов проводили эксперименты в интересах планирования будущей американской программы орбитальной станции Скайлэб. С помощью кинокамеры и двух фотоаппаратов, Nikon и Hasselblad, они снимали тусклые астрономические объекты при различной ориентации корабля в пространстве. Отдельный сеанс съёмки был проведён после частичного сброса использованной воды из баков служебного модуля, чтобы определить, насколько облако мелких ледяных кристаллов мешает съёмке и как долго такое облако продолжает существовать. Астронавты также подготовили корабль к предстоявшей посадке, разложив и закрепив образцы лунного грунта, камеры, отснятые кассеты и прочие предметы в отсеках командного модуля. В конце последнего полного рабочего дня полёта «Аполлон-16» находился на расстоянии около 149 000 км от Земли и приближался к ней со скоростью около 2 км/с. До приводнения оставалось около 14 часов.
В последний день полёта, 27 апреля, когда астронавты проснулись, «Каспер» находился на расстоянии около 84 000 км от Земли и двигался со скоростью 2,8 км/с. За 3 часа 14 минут до посадки с помощью включения двигателей системы ориентации на 6,4 секунды была проведена последняя коррекция траектории. Это изменило скорость корабля на 0,43 м/с. Коррекция потребовалась по двум причинам: во-первых, она позволила оптимизировать угол вхождения в атмосферу Земли, а во-вторых, без неё обломки служебного модуля могли упасть на атолл Пенрин в северной части островов Кука с населением 500—600 человек. Через 15 минут после отстрела служебного модуля на высоте около 122 км «Каспер» со скоростью 11 км/с вошёл в плотные слои атмосферы. Ещё через 1 минуту 25 секунд температура термоизоляционного щита достигла максимальных значений, 2200—2480°С, а перегрузки 7g. Завершающий этап посадки от раскрытия вспомогательных тормозных парашютов до приводнения транслировался по телевидению. Основные парашюты раскрылись нормально, и через 13 с половиной минут после вхождения в атмосферу «Аполлон-16» приводнился в Тихом океане в 350 км к юго-востоку от острова Рождества (Кирибати). Это произошло в 19:45:05 UTC, в точке с координатами 0,70° ю. ш. 156,22° з. д. Продолжительность миссии составила 265 часов 51 минуту 5 секунд, «Аполлон-16» преодолел расстояние 2 238 598 км.
- «Аполлон-16» вскоре после приводнения. В спасательной шлюпке — пловцы ВМФ США
- Аквалангист помогает Маттингли выйти из «Каспера». В люке внизу справа виден Дьюк
- Командир покидает корабль
- Дьюк, Янг и Маттингли (слева направо) в спасательной шлюпке

После приводнения корабль оказался в перевёрнутом положении (острым концом в воде), но через 4 минуты 25 секунд с помощью надувных выравнивающих поплавков был приведён в нормальное положение. «Аполлон-16» приводнился в 5,5 км от расчётной точки и в 5 км от поискового корабля. Поисково-спасательная операция была проведена в рекордные сроки. Экипаж был доставлен на борт авианосца ВМФ США USS Ticonderoga через 37 минут после приводнения. Ещё через 62 минуты туда же был доставлен «Каспер».
- Экипаж «Аполлон-16» доставлен на борт авианосца USS Ticonderoga
- Высокие чины ВМФ США приветствуют Маттингли, Дьюка и Янга (слева направо)
- Джон Янг разрезает лунный торт

Астронавты оставались на борту поискового судна в течение почти двух суток. 29 апреля они были доставлены с авианосца по воздуху на базу ВВС США Хикэм, на Гавайских островах. В Хьюстон они возвратились 30 апреля в 03:40 UTC.

## «Каспер» после полёта
Командный модуль «Каспер» 30 апреля сделал короткую остановку на Гавайях, а уже 1 мая был отправлен на деактивацию на авианосную базу North Island, в Сан-Диего (Калифорния), куда прибыл 6 мая в 00:00 UTC. 7 мая во время работ по откачке высокотоксичного топлива для двигателей системы ориентации из-за превышения давления взорвался бак на тележке. 46 человек технического персонала были кратковременно госпитализированы из-за опасений, что они могли надышаться ядовитыми веществами. Однако эти опасения не подтвердились. Правда, один техник получил ранение: у него были сломаны коленная чашечка и два пальца ноги, ещё шесть человек обратились за помощью в связи с лёгкими порезами и синяками. Командный модуль повреждён не был.
11 мая в 00:00 UTC деактивация «Каспера» была завершена. 12 мая он был доставлен для послеполётного анализа в космическое подразделение корпорации North American Rockwell в Дауни (Калифорния). В настоящее время «Каспер» представлен в экспозиции Ракетно-космического музея в Хантсвилле (Алабама).

## Достижения и рекорды миссии
«Аполлон-16» доставил самый большой (на тот момент) полезный груз на окололунную орбиту — 34 518 кг. На лунную поверхность были впервые доставлены: детектор космических лучей и ультрафиолетовая фотокамера. До полёта «Аполлона-17» миссии «Аполлон-16» принадлежали рекорды самого продолжительного пребывания на лунной поверхности (71 час 2 минуты), наибольшей продолжительности лунных ВКД (20 часов 14 минут) и наибольшей массы собранных и доставленных на Землю образцов лунной породы (95,7 кг). Кроме того, астронавты привезли на Землю 3793,5 м фото- и киноплёнки, отснятой на Луне и окололунной орбите.
| Миссия              | Масса научных приборов, доставленных на Луну (кг) | Продолжительность ВКД (ч/мин) | Покрытое расстояние на Луне (км) | Привезено образцов грунта (кг) |
| «Аполлон-11»        | 104                                               | 2:24                          | 0,25                             | 20,7                           |
| «Аполлон-12»        | 166                                               | 7:29                          | 2,0                              | 34,1                           |
| «Аполлон-14»        | 209                                               | 9:23                          | 3,3                              | 42,8                           |
| «Аполлон-15»        | 550                                               | 18:33                         | 27,9                             | 76,6                           |
| «Аполлон-16»        | 563                                               | 20:14                         | 26,9                             | 95,7                           |
| «Аполлон-17» (план) | 558                                               | 21:00                         | 32,9                             | 95,4                           |
| «Аполлон-17» (факт) | 514                                               | 22:03:57                      | 35,7                             | 110,5                          |
| ------------------- | ------------------------------------------------- | ----------------------------- | -------------------------------- | ------------------------------ |

## Основные научные итоги

### Лунная геология
Четыре лунные экспедиции подряд подтвердили правильность предсказаний геологов относительно того, что будет найдено в каждом конкретном месте посадки. «Аполлон-16» разорвал эту последовательность и дал лунной геологии наибольшее приращение знаний после «Аполлона-11».
Как только специалисты начали изучать в Лунной приёмной лаборатории образцы, собранные Янгом и Дьюком, стало ясно, что астронавты были правы, когда докладывали, что им попадаются одни брекчии, но не камни вулканического происхождения. В докладе о предварительных научных результатах миссии, подготовленном в ноябре 1972 года, говорится, что, в отличие от ранних миссий «Аполлонов», предполётная геологическая интерпретация места посадки по фотографиям оказалась ошибочной. Однако открытие неожиданного не только не уменьшило, а, наоборот, усилило научный эффект миссии. Сюрпризом Декарта был не состав камней, а их состояние. Доминировали брекчии, а не вулканические породы. Их состав близок к составу анортозитовых габбро или габброидных анортозитов. Отношения алюминия к кремнию и магния к кремнию, как было установлено с помощью рентгенофлуоресцентного спектрометра модуля научных приборов, показали, что район Декарта композиционно отличается от мест предыдущих посадок и что его химические характеристики типичны для обширных регионов лунного высокогорья.
До полёта учёные полагали, что геологическая формация Кэйли представляет собой последовательность из нескольких лавовых потоков, залегающих между пластами древнего реголита. Однако оказалось, что она состоит в основном из четырёх типов брекчий и является довольно толстым образованием (минимум 200 м в толщину, а, возможно, и более 300 м) грубо напластованных обломков. Его компоненты происходят от глубинных анортозитов, полевошпатовых габбро и метаморфических горных пород похожего состава.
Наиболее вероятными источниками всех брекчий, найденных в районе посадки «Аполлона-16», могут быть бассейны ударного происхождения, выбросы из которых могут перемещаться на очень большие расстояния. Важный вклад в формирование геологии района посадки, вероятно, внесли бассейны Моря Нектара и Моря Дождей. Море Нектара — ближайший к Декарту крупный бассейн ударного происхождения, его край удалён от места посадки менее чем на 200 км. Море Дождей отстоит намного дальше, расстояние до его края около 1000 км. Но бассейн Моря Дождей тоже образован ударом очень крупного метеорита, и вещество, выброшенное в результате этого удара, может быть обнаружено вблизи места посадки. Одна из гипотез состоит в том, что более старая формация Декарта образована выбросами из бассейна Моря Нектара, а чуть более молодая формация Кэйли — выбросами из Моря Дождей.
Море Дождей было непосредственно изучено в ходе полёта «Аполлона-15». Кроме того, выбросы из Моря Дождей были изучены в результате экспедиции «Аполлона-14». Таким образом, образцы, привезённые экипажем «Аполлона-16», не сильно изменили представления о геологии бассейна Моря Дождей. Море Нектара, с другой стороны, не было изучено ни одной другой миссией «Аполлонов». Поэтому образцы, собранные Янгом и Дьюком, оказались важными с точки зрения понимания истории этого района Луны. Многие привезённые камни были расплавлены силой очень мощного удара 3,92 миллиарда лет назад. Считается, что это возраст метеоритного удара, образовавшего бассейн Моря Нектара.
Несколько маленьких частиц базальтов были обнаружены в реголите, доставленном экипажем «Аполлона-16». Эти базальты имеют высокое содержание титана (как в образцах «Аполлона-11») и алюминия. Они сформировались 3,79 миллиарда лет назад. Эти базальты, скорее всего, были заброшены в район посадки в результате метеоритного удара, который образовал большой кратер. Наиболее вероятным их источником считается кратер Теофил, который имеет 100 км в диаметре и удалён от места посадки на 250 км. В таком случае эти базальты представляют собой фрагменты Моря Нектара.
Два образца анортозита, собранные астронавтами «Аполлона-16», намного превосходят в размерах анортозиты, найденные в ходе других миссий. Один из них, образец № 60025 (14 см в поперечнике и массой 1,8 кг), сформировался в период между 4,44 и 4,51 миллиарда лет назад. Он стал одним из самых древних образцов, собранных в ходе всей программы «Аполлон». Его возраст почти равен возрасту самой Луны.

### Пассивный сейсмометр
В результате активации пассивного сейсмометра размещённая на видимой стороне Луны сеть сейсмических станций увеличилась до четырёх приборов. Сейсмометр регистрировал в среднем 10 000 лунотрясений в год. 17 июля 1972 года, всего через три месяца после установки сейсмометра, в 145 км к северу от места посадки «Аполлона-14» произошло падение самого крупного метеорита за всю историю лунных сейсмологических наблюдений. Образовавшиеся после него сейсмические волны были записаны всеми четырьмя станциями. Анализ только одного этого события значительно улучшил представления о внутреннем строении Луны под лунной корой. Полученные скорости распространения сейсмических волн оказались близки к значениям, характерным для габброидных анортозитов, которые являются доминирующей породой в высокогорном районе Декарта. Информация о скоростях сейсмических волн в сочетании с лабораторными данными о геологических образцах привели к следующим выводам: 1) лунная кора в высокогорных районах имеет толщину около 60 км; 2) лунная кора в высокогорных районах состоит в основном из габброидного и анортозитового материала; 3) лунные моря образовались путём выемки породы из первоначальной коры метеоритными ударами и последующего их заполнения базальтовым материалом; 4) слой базальта в юго-восточной части Океана Бурь может иметь толщину 25 км, что сравнимо с толщиной, подразумеваемой для масконных морей.
Скорости сейсмических волн ниже лунной коры и до максимально исследованных глубин (около 120 км) приблизительно равны скоростям, наблюдаемым в верхней мантии Земли. Хотя Луна сейсмически активна, общая высвобождаемая энергия на много порядков ниже земной. Все сейсмические источники внутреннего происхождения обособлены друг от друга и расположены ниже лунной коры. Были определены местоположения 22 источников. В районах пяти источников, в которых были определены фокусные глубины, все лунотрясения происходили на глубине от 800 до 1000 км. Они совпадали с максимумами лунных приливов. Эти лунотрясения либо представляют собой высвобождение приливной энергии, либо приливы приводят в действие механизм высвобождения внутренне накопленных напряжений.
По итогам миссии была предложена новая модель плотности метеоритного потока, которая согласуется с сейсмически наблюдаемой частотой метеоритных ударов. Новая оценка плотности метеоритного потока от одного до трёх порядков ниже той, которая была получена с помощью фотографических измерений светящихся метеорных следов в атмосфере Земли.

### Активный сейсмический эксперимент
Целью активного сейсмического эксперимента было определение строения реголита и поверхностного слоя лунной коры в месте посадки. Скорость околоповерхностных компрессионных сейсмических волн в районе Декарта составила 114 м/с (для районов посадки «Аполлона-12», «Аполлона-14» и «Аполлона-15» она, соответственно, равнялась 104, 108 и 92 м/с). Преломляющий горизонт на глубине 12,2 м, по заключению учёных, может быть нижней границей слоя реголита. Скорость волн ниже этой глубины составила 250 м/с. Это сравнимо со скоростью волн в брекчиях во Фра Мауро, составлявшей 299 м/с, и несовместимо со скоростью 800 м/с и более, характерной для лавовых потоков. Это открытие вместе с преобладанием брекчий в привезённых образцах говорит в пользу того, что формация Кэйли состоит из низкоскоростного брекчиевого материала и обломков ударного происхождения. Эта брекчиевая зона превышает 70 м в толщину.

## Находка на Земле
В 2006 году, вскоре после того, как ураган Эрнесто пронёсся над городком Бат в Северной Каролине, 11-летний Кевин Шанце нашёл на пляже недалеко от своего дома кусок металлического листа (91 см) с рисунком, который оказался эмблемой миссии «Аполлон-16». Через несколько лет НАСА подтвердило, что этот лист является частью обшивки первой ступени ракеты-носителя Сатурн-5, и настойчиво попросило вернуть реликвию. В знак благодарности НАСА в июле 2011 года пригласило уже 16-летнего Кевина Шанце с матерью и сестрой в Космический центр Кеннеди, где для них была устроена экскурсия безо всяких ограничений. Кевина пустили даже в кабину космического челнока «Атлантис». Спустя неделю Шанце посетили космодром во второй раз. В ложе VIP они наблюдали за стартом STS-135, последней миссии по программе Спейс шаттл.

## «Аполлон-16» в массовой культуре
«Аполлону-16» посвящена одна из серий 12-серийного телесериала С Земли на Луну 1998 года. Автором сценария и одним из продюсеров является Том Хэнкс. Он же во всех сериях, кроме последней (хотя в ней он тоже появляется), играет главную роль рассказчика, который представляет каждую серию. В 11-й серии, называющейся «Клуб настоящих жён» (англ. The Original Wives' Club), программа «Аполлон» показана с точки зрения жён астронавтов, которым во время космических полётов дома приходилось переживать за своих мужей. События в серии развиваются на фоне полёта «Аполлона-16».